# 安鈞璨
安鈞璨（1983年9月20日—2015年6月1日），本名黃益承，台灣男演員、歌手、電視節目主持人，曾為男子演唱團體可米小子的成員。天主教輔仁大學哲學系畢業。2005年，可米小子解散，安鈞璨發展個人演藝工作，多於中國大陸活動。2007年到黃立成的夜店PRIMO上班，掛名公關經理，不久之後請辭。
2015年6月1日凌晨，安鈞璨因肝癌病逝，享年31歲，經紀公司鴻言娛樂表示，安鈞璨的告別式於6月8日舉行。2015年5月20日播出的《康熙來了》，是安鈞璨生前最後一次在鏡頭前露面，當日討論主題為「搶救失眠大作戰」，安鈞璨大談失眠之苦，當時氣色已不佳。他人緣極廣，曾撮合大S和汪小菲，令他們成為夫妻，也成立好友圈“安氏企業”，成員包括安以軒、夏于喬、陳喬恩、白歆惠和劉品言、Linda、戴愛玲。

## 演出作品

### 電影
| 年份   | 片名           | 角色          |
| 2005年 | 《愛與勇氣》   | 張杰          |
| 2011年 | 《敏感事件》   | 丁家駿        |
| 2012年 | 《结婚狂想曲》 | 宇内          |
| 2014年 | 《美人邦》     | 杨国庆(Peter) |
| 2014年 | 《向陽花開》   | 歐陽飛        |
| 2015年 | 《天亮·分手》  | 云川          |

### 電視劇
| 年份   | 劇名               | 角色       |
| 2002年 | 《愛情夢幻》       | 客串       |
| 2002年 | 《麻辣高校生》     | 客串       |
| 2002年 | 《流星花園Ⅱ》      | 客串       |
| 2003年 | 《粉红教父小甜甜》 | 客串       |
| 2003年 | 《狂愛龍捲風》     | 客串       |
| 2004年 | 《愛在星光燦爛時》 | 鈞璨       |
| 2004年 | 《戰神》           | 范桐島     |
| 2006年 | 《車神》           | 小亮       |
| 2011年 | 《古今大戰秦俑情》 | 陳武、徐真 |
| 2011年 | 《後宮》           | 小安子     |
| 2013年 | 《一克拉夢想》     | 彼得       |
| 2013年 | 《邊關烽火情》     | 朱启明     |
| 2014年 | 《上流俗女》       | 馮大衛     |
| 2015年 | 《我是泰灣人》     | 孫國科     |
| 2015年 | 《綠野心蹤》       | 施尚倫     |
| 2015年 | 《校花的贴身高手》 | 李妖       |

### MV（音樂錄影帶）
- 周渝民〈求救專線〉（2002，收錄於周渝民專輯《Make a wish》中）
- 賴雅妍〈影子情人〉（2004，收錄於賴雅妍專輯《Love》中）
- 宇珩〈深呼吸〉（2005，收錄於專輯《宇宙永恆Happy day》中）
- 唐禹哲〈分開以後〉（2007，收錄於唐禹哲專輯《愛我》中）
- 劉品言〈大男人大女人〉（2015，收錄於劉品言專輯《重生》中）[7]

## 音樂作品

### 專輯
| 發行日期 | 專輯名稱              | 曲 目 |
| -------- | --------------------- | --- |
| 2002年   | 《Hey Hah! 可米小子》 | 曲目 1. Hey!Hah! 2. 求爱复刻版 3. 超人心 4. 最重要的你 5. 我忍住哭 6. 喜欢你 7. Blue Miracle 8. Buddy 9. 相信 10. 青春无敌 11. Hey!hah! (asia Remix) 12. Hey!hah! (euro Remix)             |
| 2003年   | 《青春紀念冊》        | 曲目 1. Number2 2. 青春紀念冊 3. 紅蜻蜓 4. 花季 5. 他 6. Hold me close 7. 我討厭 8. 我的野蠻女友 9. 愛的入場券 10. 愛像什麼                                                                |
| 2005年   | 《Goodbye 可米小子》  | 曲目 1. 爱情不用翻译 2. 好奇无上限 3. Hey!Hah! 4. 求爱复刻版 5. 红蜻蜓 6. 我忍住哭 7. 花季 8. 超人心 9. Number 2 10. Hold Me Close 11. 青春无敌 12. 喜欢你 13. 我的野蛮女友 14. 青春纪念册 |

### 合唱歌曲
- 與劉品言合唱歌曲〈大男人大女人〉，該歌曲收錄於劉品言《重生》中（2015）。[8]

## 主持作品
- 《娛樂百分百》
- 《惡童探險記》
- 《亞洲娛樂中心》
- 《八九不離十》
- 《康熙來了》（生前最後一次在鏡頭前露面）

## 外部連結
- 安鈞璨的Facebook專頁
- Shone An的Facebook專頁
- 安鈞璨的新浪微博
- 安鈞璨的新浪博客
- 安鈞璨在互联网电影资料库（IMDb）上的資料（英文）
- 在AllMovie上安鈞璨的頁面（英文）
- 安鈞璨在香港影庫上的簡介
- 安鈞璨在豆瓣上的资料（简体中文）
- 安鈞璨在时光网上的簡介（简体中文）